# Våxnäs
Våxnäs är ett område i Karlstad som gränsar västerut mot villaområden Gustavsberg och Hagalund. Söderut ligger Strand och Gruvlyckan, öster om ligger Kasernhöjden. Direkt norr om Våxnäs ligger gamla kronoskogen, det före detta regementsområdet för I 2/Fo52.
Idag finns på området en mängd butiker och industrier. Det finns även flera idrottsanläggningar, bland annat Tingvallahallarna, Tingvalla isstadion och Rackethallarna.

## Historia
Områdets namn Våxnäs är ursprungligen kommet av ordet Wågnäs. Wågnäs var benämningen på det låga bergsmassiv som sträcker sig från den norra delen av området som gränsar till Kronoskogen, för att sluta några kilometer söderut i nuvarande Vänerns strandkant i form av några kobbar. Bergsmassivet som en gång för länge sedan satt ihop i en bergsrygg, är i våra dagar uppstyckat i allt mindre bitar på grund av vägbyggen och allt annat som hänger samman med en växande stads behov av yta. Om man tar en karta över Våxnäs och följer de bitvis förekommande bergsbitar som idag finns kvar, kan man faktiskt se var bergsryggen en gång i tiden löpte någonstans.
Norra Våxnäs markområde är att betrakta som före detta sjöbotten. När området bebyggdes under slutet av 1950- och i början av 1960-talet, pålades det på många platser runt Karmgatan och Hemvägen, ända ner till ett djup av 70–90 meter. Hela området vilar på stålpålar och blålera och man kan finna hus som har sjunkit allt från någon/några centimeter till 10–15 centimeter och ännu mer.
Mitt på Våxnäs, i området runt Stenhagsgatan, låg en svingård för inte så länge sedan (tidigt 1950-tal). Gårdens namn var Stenhagen, därav gatunamnet.